# Borgia proavus
Borgia proavus (лат.) — ископаемый вид сетчатокрылых насекомых из рода Borgia семейства аскалафы (Ascalaphidae). Обнаружены в олигоценовых отложениях Европы, Германия, в буром угле Рейнского буроугольного бассейна.
Вместе с другими ископаемыми видами аскалафов, такими как Ululodes paleonesia, Ascaloptynx oligocenicus, Mesascalaphus yangi, Neadelphus protae, Prosuhpalacsa biamoensis, Ricartus edwardsi и Amoea electrodominicana, являются одними из древнейших представителей Ascalaphidae, что было показано в ходе последней ревизии палеофауны группы в 2007 году американскими палеоэнтомологами Майклом Энджелом (Engel M.) и Дэвидом Гримальди (Grimaldi D. A.).